# ポロニウム化リチウム
ポロニウム化リチウム(Lithium polonide)は、化学式Li2Poの放射性化合物である。この塩は、ポロニウムの非常に安定な化合物であるポロニウム化物の1つである。

## 合成
水溶性のポロニウム化水素と金属リチウムの酸化還元反応か、またはポロニウム化水素をリチウムを含む強塩基と反応させて酸塩基反応により合成される。
H2Po + 2 Li → Li2Po + H2
金属リチウムとポロニウムを一緒に300-400℃に加熱することでも合成される。

## 結晶構造
ポロニウム化ナトリウムと同様に、逆蛍石型構造をとる。